# Énergie solaire en Turquie

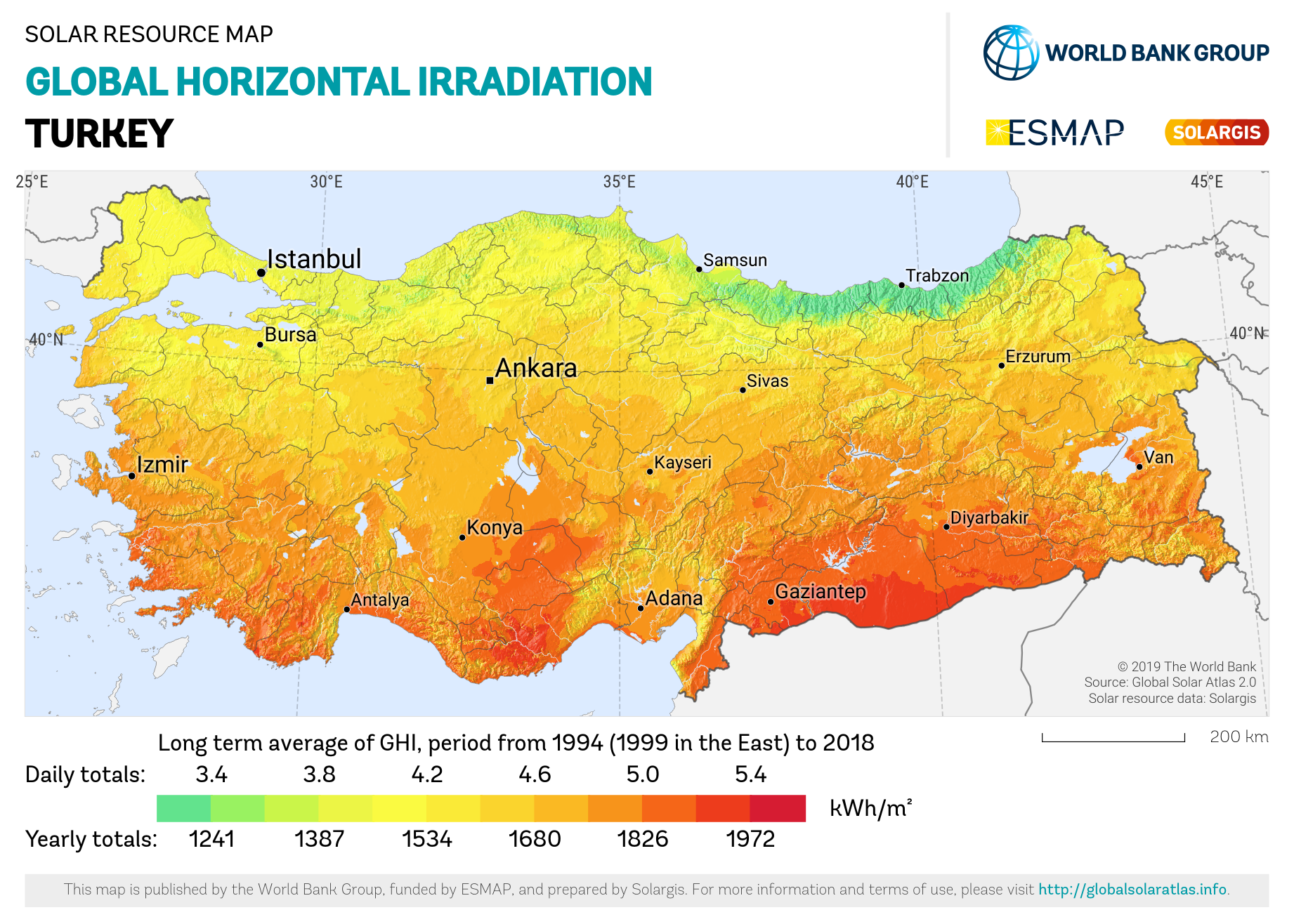
Carte de l'irradiation solaire en Turquie, Solargis, 2020.

L'énergie solaire en Turquie prend une place importante dans le secteur énergétique turc.
Dans le solaire thermique, la Turquie se classe en 2020 au 2e rang mondial en termes de puissance installée avec 3,7 % du total mondial, derrière la Chine.
Dans le solaire photovoltaïque, elle se classe en 2023 au 14e rang mondial et au 6e rang européen des producteurs d'électricité solaire photovoltaïque avec 1,1 % du total mondial, 7 % du total européen et 5,7 % de l'électricité du pays. L'Agence internationale de l'énergie estime le taux de pénétration théorique du solaire photovoltaïque à 6,5 % de la consommation totale d'électricité du pays fin 2023 (moyenne UE : 10,3 %), au 22e rang mondial. En 2023, sa puissance installée photovoltaïque se classe au 17e rang mondial, à 0,8 % du total mondial et au 8e rang européen (3,8 %). Dans le solaire thermodynamique, la Turquie a une centrale solaire à concentration (tour solaire) construite en 2013 à Mersin, d'une puissance de 5 MW thermiques.

## Potentiel solaire

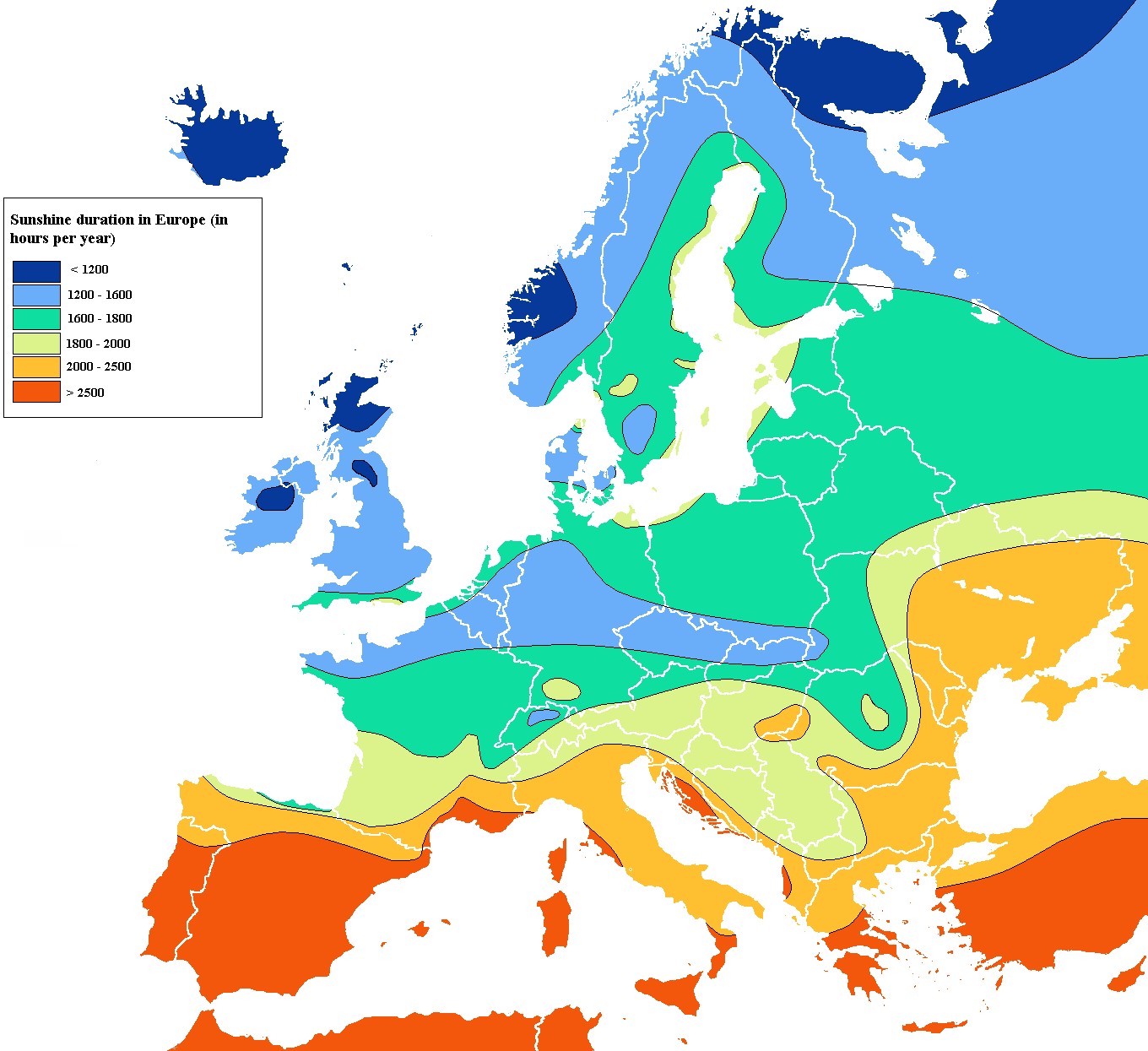
La Turquie est beaucoup plus ensoleillée que l'Allemagne et similaire à l'Espagne.

Le climat ensoleillé de la Turquie possède un potentiel d'énergie solaire élevé, en particulier dans les régions du sud-est de l'Anatolie et de la Méditerranée.
La Turquie a un climat idéal pour produire de l'énergie solaire avec environ 2 600 heures d'ensoleillement par an (environ 7 heures par jour),, presque le double de l'Allemagne qui a pourtant cinq fois plus de capacité solaire. L'éclairement solaire annuel moyen de la Turquie est supérieur à 1 million de térawatts-heures, soit à peu près 1 500 kW·h/(m2·an) ou plus de 4 kW·h/(m2·j),. Couvrir moins de 5% de la superficie du pays avec des panneaux solaires fournirait toute l'énergie nécessaire. L'énergie solaire peut également être préférable à d'autres sources d'énergie renouvelables telles que l'énergie éolienne et l'hydroélectricité, car la vitesse du vent et les précipitations peuvent être faibles en été, lorsque la demande culmine en raison de la climatisation.

## Solaire thermique
Le chauffage solaire de l'eau est courant en Turquie depuis les années 1970, mais les premières licences de production d'électricité solaire n'ont été accordées qu'en 2014. Fatih Birol, directeur général de l'Agence internationale de l'énergie (AIE), a déclaré qu'en 2021 moins de 3 % de l'énergie solaire potentiel était utilisée.
En 2020, selon l'Agence internationale de l'énergie, la puissance installée cumulée des capteurs solaires thermiques en Turquie atteignait 18,4 GWth, soit 26,3 Mm2 de capteurs, au 2e rang mondial avec 3,7 % du total mondial, derrière la Chine (72,8 %).
Les ventes de systèmes d'eau chaude à tubes sous vide ont dépassé les capteurs plats depuis 2019,. Les tubes sous vide sont plus efficaces pour les ménages que les plaques plates. La Turquie est la deuxième au monde en termes de capacité de capteurs solaires pour le chauffage de l'eau après la Chine avec environ 26 millions de mètres carrés générant 1,15 million de tonnes d'énergie thermique équivalent pétrole chaque année. Approximativement les deux tiers sont résidentiels et un tiers industriel. Les systèmes d'eau chaude sanitaire installés sont généralement à convection sans pompage, avec 2 capteurs plans de près de 2 m2 chacun. Les combis solaires (chauffage des locaux et de l'eau avec appoint au gaz) commencent à être installés dans les villas et les hôtels.
L'industrie est bien développée pour l'eau chaude avec une capacité de fabrication et d'exportation de haute qualité, mais moins pour le chauffage des locaux, et est entravée par les subventions pour le chauffage au charbon et l'amélioration du système d'enchères. Une étude de 2018 a révélé que le chauffage solaire de l'eau permettait d'économiser en moyenne 13 % et avait augmenté la valeur des propriétés.
En 2021, l'AIE a recommandé au gouvernement turc de soutenir le chauffage solaire de l'eau car « la qualité de la technologie et des infrastructures doit s'améliorer de manière significative pour maximiser son potentiel ».
Le chauffage solaire est également utilisé pour l'agriculture en Turquie (en), par exemple le séchage des produits avec des chauffe-air solaires.

## Solaire photovoltaïque

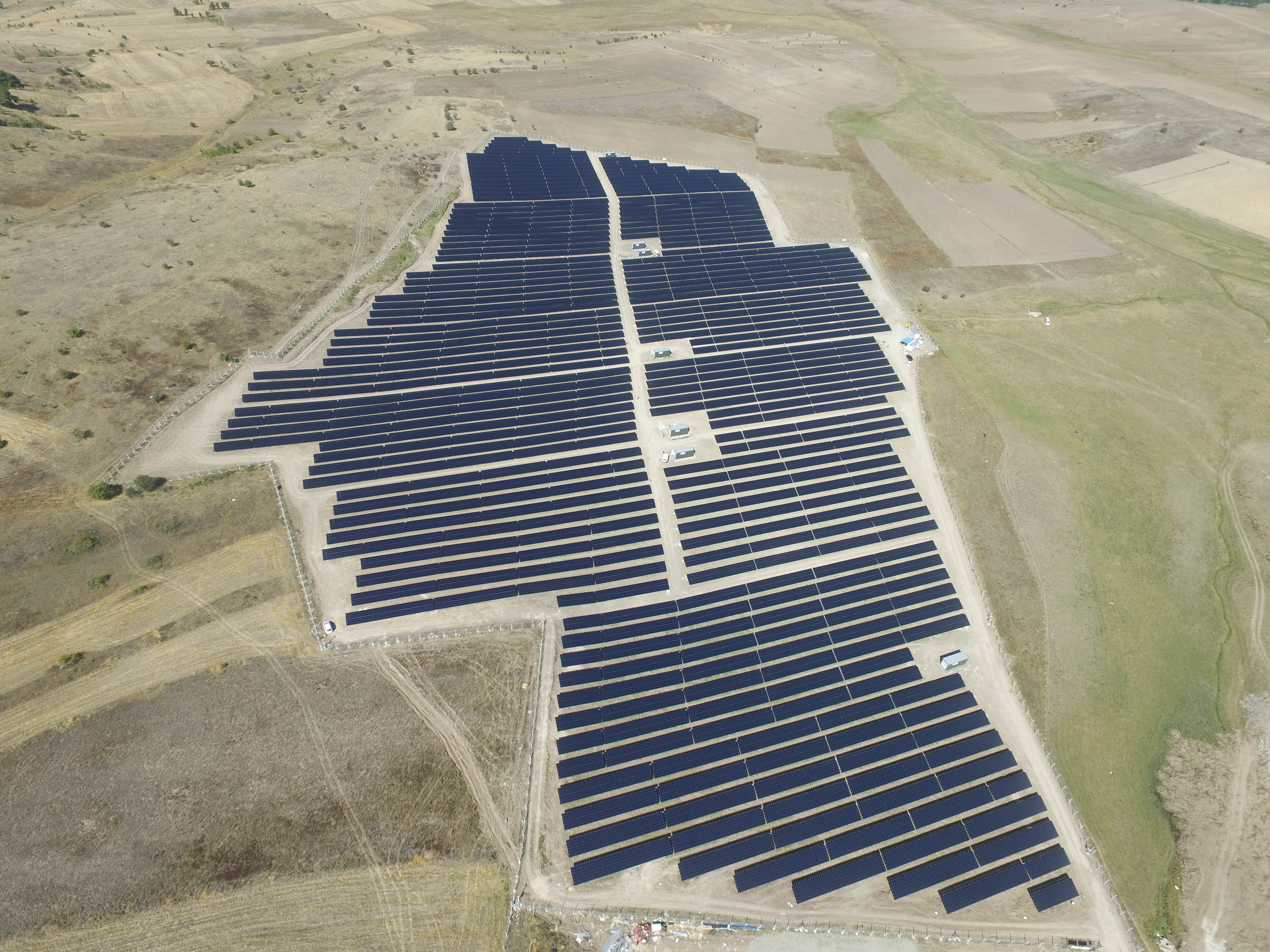
Centrale solaire photovoltaïque de Karabük, 2017.

Puissance installée et production photovoltaïque en Turquie

La croissance du photovoltaïque (PV) a été soutenue par le gouvernement au cours des années 2010. Les rendements moyens mensuels sont de 12 à 17 % selon l'inclinaison et le type de climat ; le rendement spécifique (en) diminue avec l'altitude. En 2020, la fabrication de cellules solaires a commencé en Turquie et en 2022, le ministre de l'Énergie et des Ressources naturelles, Fatih Dönmez (en), a affirmé que la Turquie pourrait assembler suffisamment de panneaux solaires par an pour produire 8 GW d'électricité. L'industrie utilise parfois sa propre énergie solaire pour des processus qui nécessitent beaucoup d'électricité, comme l'électrolyse. À la différence de l'UE, les panneaux solaires obsolètes ne sont pas classés comme déchets électroniques et les critères de recyclage ne sont pas définis. Le PV solaire a été suggéré dans les bornes de recharge publiques. Les émissions de gaz à effet de serre de la Turquie (en) attribuables au solaire photovoltaïque sont estimées à environ 30 g Co2eq/kWh pour l'échelle des services publics et 30 à 60 g pour le toit ; les émissions pour le charbon et le gaz naturel sont respectivement supérieures à 1000 g et environ 400 g.

### Production

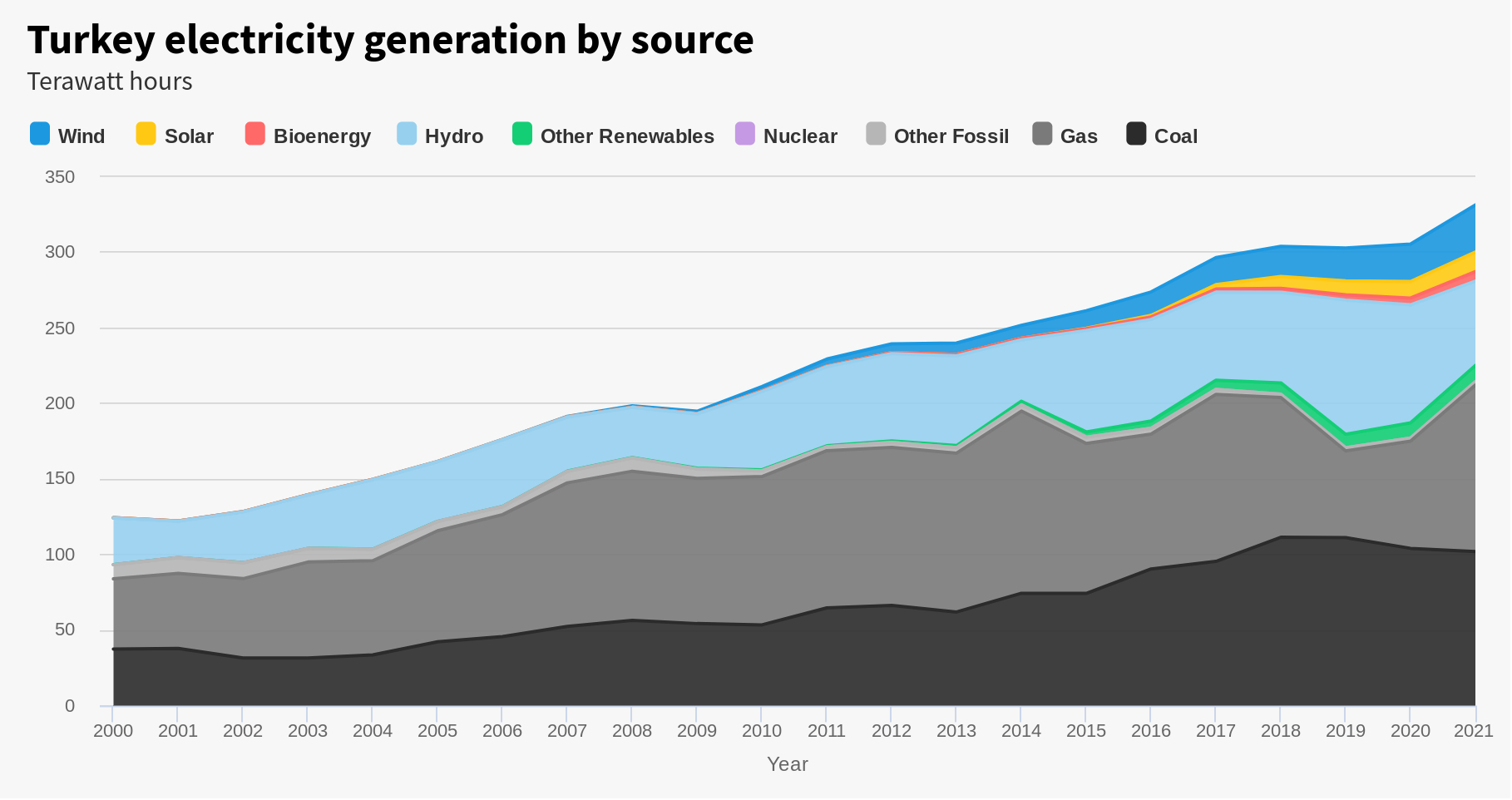
L'énergie solaire (bande jaune) produit une part faible mais croissante de l'électricité.

La Turquie a produit 18 726 GWh d'électricité solaire photovoltaïque en 2023, soit 5,7 % de la production d'électricité du pays, soit 1,1 % du total mondial, au 14e rang mondial et au 6e rang européen des producteurs d'électricité solaire photovoltaïque.
L'Energy Institute classe la Turquie au 15e rang mondial des producteurs de solaire photovoltaïque en 2023 avec une production de 20,5 TWh, soit 1,2 % de la production mondiale, loin derrière la Chine (35,6 %) et les États-Unis (14,7 %). En Europe, la Turquie se classe au 6e rang avec 7,0 % du total européen, derrière l'Allemagne (20,8 %), l'Espagne (15,9 %), l'Italie (10,6 %), la France (7,5 %) et les Pays-Bas (7,2 %). La part du solaire dans la production d'électricité du pays est estimée à 6,2 %.
L'Agence internationale de l'énergie estime le taux de pénétration théorique du solaire photovoltaïque à 6,5 % de la consommation totale d'électricité du pays fin 2023 (moyenne de l'Union européenne : 10,3 %) ; cette estimation est basée sur la puissance installée au 31/12/2023, donc supérieure à la production réelle de l'année ; cet indicateur de pénétration du solaire place le pays au 22e rang mondial, loin derrière l'Espagne (21,1 %), les Pays-Bas (20,5 %), le Chili (19,5 %), la Grèce (17,8 %) et l'Australie (15,2 %) ; l'Allemagne est à 14,4 %, la France à 5,8 %.
| Année | Production (GWh) | Accroissement | Part prod.élec. |
| 2014  | 17               |               | 0,007 %         |
| 2015  | 194              | x11,4         | 0,07 %          |
| 2016  | 1 043            | +438 %        | 0,38 %          |
| 2017  | 2 889            | +177 %        | 0,97 %          |
| 2018  | 7 800            | +170 %        | 2,6 %           |
| 2019  | 9 250            | +19 %         | 3,0 %           |
| 2020  | 10 950           | +18 %         | 3,6 %           |
| 2021  | 13 942           | +27 %         | 4,2 %           |
| 2022  | 16 887           | +21 %         | 5,1 %           |
| 2023  | 18 726           | +11 %         | 5,7 %           |

### Puissance installée
Selon l'Energy Institute, la puissance installée en Turquie atteint 11 292 MWc, en progression de 20 % (+1 867 MWc), soit 0,8 % du total mondial et 3,8 % du total européen, au 17e rang mondial et au 8e rang européen.
En 2022, 1,6 GWc ont été installés, portant la puissance installée à 9,5 GWc, soit 0,8 % du total mondial, au 14e rang mondial.
| Année | Installations de l'année (MWc) | Puissance installée en fin d'année (MWc) | Accroissement (%) |
| 2014  | 40                             | 40                                       |                   |
| 2015  | 208                            | 248                                      | x6,2              |
| 2016  | 584                            | 832                                      | x3,4              |
| 2017  | 2 600                          | 3 400                                    | x4,1              |
| 2018  | 1 600                          | 5 000                                    | +47 %             |
| 2019  | 900                            | 5 900                                    | +18 %             |
| 2020  | 1 000                          | 6 900                                    | +17 %             |
| 2021  | 1 000                          | 7 900                                    | +14 %             |
| 2022  | 1 600                          | 9 500                                    | +20 %             |
| 2023  | 1 867                          | 11 292                                   | +20 %             |

La Turquie a installé 0,9 GWc en 2019, en net recul pour la deuxième année de suite.
En 2017, la Turquie a installé 2,6 GWc, ce qui faisait du pays le 5e marché mondial de l'année ; la puissance installée cumulée fin 2017 atteignait 3,4 GWc, au 13e rang mondial.

### Principales centrales photovoltaïques
La centrale solaire de Karapınar, construite sur un terrain de 20 millions de m² dans la province de Konya, a commencé à produire de l'électricité en septembre 2020. À son achèvement en mai-juin 2023, elle aura une puissance de 1 300 MWc et produira 2,6 TWh par an. Les panneaux solaires de la centrale sont produits à 75 % en Turquie.
La plus grande ferme solaire est Karapınar, qui a commencé sa production en 2020 et devrait dépasser 1 GW d'ici à la fin de 2022,. Si une centrale solaire n'est pas nettoyée pendant un an, elle peut perdre plus de 5 % d'efficacité. Les groupes environnementaux affirment que la moitié des mines à ciel ouvert de lignite en Turquie (en) pourraient être converties en 13 GW de fermes solaires (certaines avec stockage sur batterie (en)) générant 19 TWh par an, car une grande partie de l'infrastructure électrique est déjà en place pour le 10 GW des 22 centrales électriques au lignite (en) adjacentes. Les producteurs d'aluminium privilégient l'énergie solaire, car ils utilisent beaucoup d'électricité pour l'électrolyse.

### Installations de toits
En 2022, il y a environ 1 GW d'énergie solaire sur les toits, les entreprises en installent beaucoup et le gouvernement vise 2 à 4 GW d'ici au début des années 2030. Si l'électricité totale produite par les panneaux solaires dépasse 50 % de la capacité du transformateur de distribution local, aucun autre transformateur ne sera approuvé dans cette zone.

#### Installations résidentielles
La limite pour un ménage est de 10 kW. La période de récupération est très longue parce que l'électricité du réseau aux ménages est beaucoup subventionnée. Au moment de l'évaluation, la période de récupération de l'énergie solaire sur les toits avec facturation nette pour les propriétaires et les entreprises était estimée à 11 ans ; la suppression de la TVA et des frais d'approbation gouvernementaux fixes, et le rattachement de l'emprunt pour l'installation à l'hypothèque de la propriété a été suggéré pour raccourcir cela.

#### Installations non-résidentielles
En général, le réseau électrique non résidentiel est plus cher que le réseau résidentiel, de sorte que la période de récupération est beaucoup plus courte. À partir de 2023, les nouveaux bâtiments de plus de 5 000 mètres carrés devront produire au moins 5 % de leur énergie à partir d'énergies renouvelables. Une étude de 2021 à Ankara a révélé beaucoup plus de potentiel sur les toits pour les bâtiments publics et commerciaux que pour les bâtiments résidentiels. L'étude a également suggéré d'augmenter le potentiel technique par une conception de toiture adaptée dans les nouveaux bâtiments. Le solaire PV utilisé avec des pompes à chaleur peut être en mesure de rendre les bâtiments zéro énergie dans la région méditerranéenne. Le producteur d'aluminium Tosyalı (en) a affirmé en 2022 installer le plus grand système d'énergie solaire sur les toits du monde sur les toits de ses bâtiments.

#### Agriculture
Les agriculteurs sont soutenus financièrement pour installer des panneaux solaires, par exemple pour alimenter les pompes d'irrigation, et peuvent vendre de l'électricité,. L'agrivoltaïque a été suggéré comme adapté au blé, au maïs et à certains autres légumes qui aiment l'ombre. L'hybride solaire et biogaz a été suggéré, par exemple dans les fermes laitières. La récupération des eaux de pluie a été suggérée.

## Centrale solaire thermodynamique

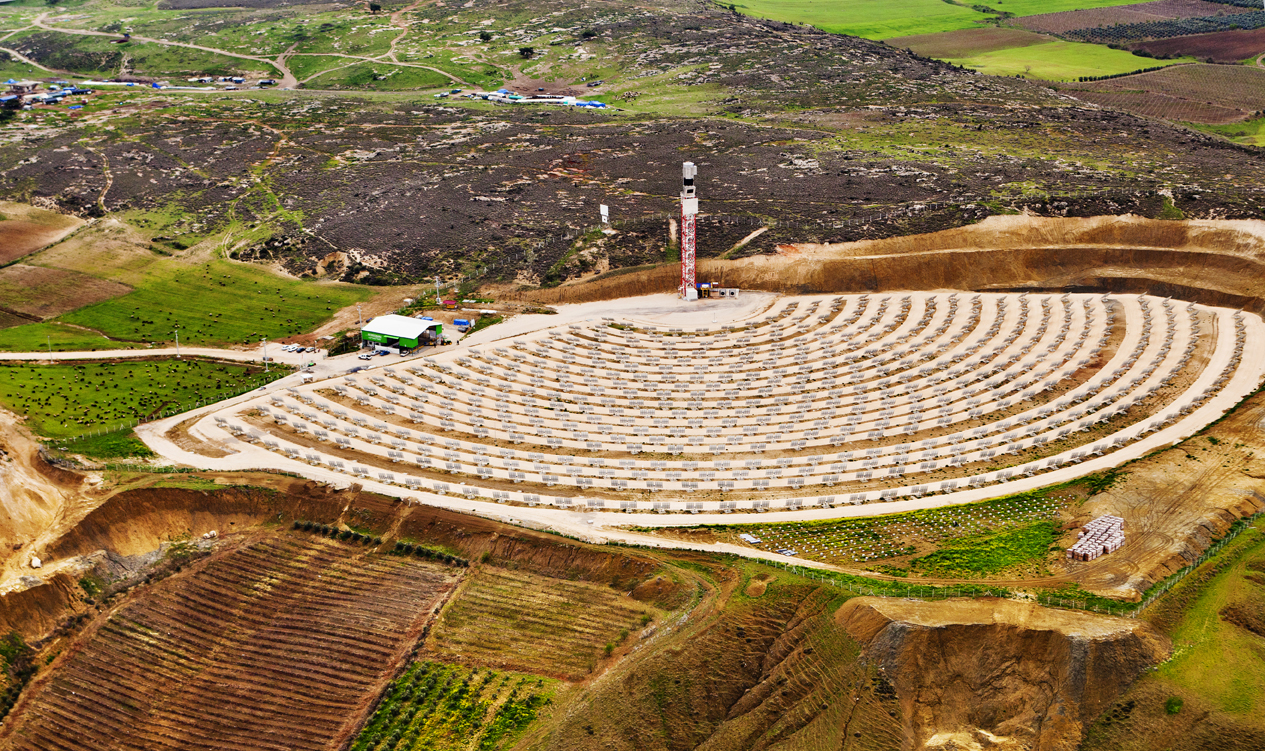
Centrale solaire thermodynamique Greenway à Mersin, 2013.

La centrale solaire à concentration (tour solaire) construite par Greenway en 2013 à Mersin a une puissance de 5 MW thermiques.

## Politique énergétique
Le pays prévoit d'augmenter sa capacité à près de 53 GW d'ici à 2035.
Les systèmes produisant plus de 5 mégawatts (MW) d'électricité doivent être agréés par l'Autorité de régulation du marché de l'énergie s'ils alimentent le réseau.
Depuis 2021, les tarifs de rachat pour les nouvelles installations sont en lires (mais s'élèvent au maximum à environ 0,05 USD par kWh) et fixés par le président, mais la période de 10 ans a été critiquée comme trop courte. En 2022, il existe de nombreuses demandes de licences hybrides solaires et éoliennes et il existe actuellement 9 coopératives d'énergie (en) renouvelable. Il a été suggéré que les coopératives énergétiques agricoles (en) seraient rentables si les agriculteurs disposaient de plus de prêts et d'une assistance technique pour les établir.
La plupart des nouvelles énergies solaires sont mises en adjudication dans le cadre de centrales électriques hybrides,. Construire de nouvelles centrales solaires serait moins cher que de faire fonctionner des centrales au charbon existantes dépendantes des importations si elles n'étaient pas subventionnées. Selon le groupe de réflexion Ember (en), la construction de nouvelles énergies éolienne et solaire est moins chère que l'exploitation de centrales au charbon existantes qui dépendent du charbon importé. Ils notent également des obstacles à la construction d'énergie solaire à l'échelle des services publics (en), tels que le manque de nouvelles capacités allouées à l'énergie solaire au niveau des transformateurs, un plafond de 50 MW pour la capacité installée d'une seule centrale solaire et l'incapacité des grands consommateurs à signer à long terme accords d'achat d'électricité pour les nouvelles installations solaires sans licence,. Les propriétaires de ces petites installations sans licence peuvent vendre au réseau au même prix qu'ils achètent.
Le gouvernement invite périodiquement les entreprises à soumissionner sous pli fermé pour construire une certaine capacité d'énergie solaire à connecter à certaines sous-stations électriques. En acceptant l'offre la plus basse, le gouvernement s'engage à acheter à ce prix par kWh pendant un nombre déterminé d'années, ou jusqu'à une certaine quantité totale d'électricité. Cela offre une sécurité aux investisseurs face aux prix de gros de l'électricité très volatils,,.
Cependant, ils peuvent encore risquer la volatilité des taux de change s'ils empruntent en devises étrangères. Par exemple, comme la Turquie n'a pas suffisamment de capacité de fabrication de cellules solaires, elles seraient probablement achetées à la Chine et devraient donc être payées en devises étrangères.
En 2021, les prix de ces appels d'offres solaires étaient similaires ou inférieurs aux prix de gros moyens de l'électricité, et l'énergie solaire à grande échelle pour l'usage propre des entreprises est également compétitive ; mais les défis macroéconomiques et la volatilité des taux de change sont source d'incertitude. Les coûts d'installation sont faibles et selon l'Association turque de l'industrie de l'énergie solaire, l'industrie fournit des emplois à 100 000 personnes. Dans le cadre du quatrième tour d'enchères solaires qui devraient totaliser 1000 MW en lots de 50 MW et 100 MW, en avril 2022, trois lots de 100 MW ont été mis aux enchères à des prix d'environ 400 lires par MWh, soit environ 25 euros au taux de change à ce moment-là. L'appel d'offres comprenait une clause de pondération en devises de 60%, qui protège en partie contre la volatilité des devises, et la vente sur le marché libre est aussi autorisée.
Une simulation de Carbon Tracker indique en 2020 que la nouvelle énergie solaire deviendra moins chère que toutes les centrales au charbon existantes d'ici à 2023,. Selon un rapport de mai 2022 du groupe de réflexion Ember (en), l'énergie éolienne et solaire a permis d'économiser 7 milliards de dollars sur les importations de gaz au cours des 12 mois précédents. Chaque gigawatt d'énergie solaire installé permettrait d'économiser plus de 100 millions de dollars américains sur les coûts d'importation de gaz. Selon une étude réalisée en 2022 par Shura, presque toute l'énergie au charbon pourrait être remplacée par des énergies renouvelables (principalement solaires) d'ici à 2030. L'exportation d'énergie solaire pourrait augmenter à terme avec l'hydrogène produit par de l'électricité propre. Les coûts d'exploitation et de maintenance de l'énergie solaire concentrée sont d'environ 2 US cent/kWh.